# 焦寰五
焦寰五（1910年—1968年），男，山东章丘人，中国工商业者，曾任北京市工商业联合会副主任委员，曾任第三、四届全国政协委员。